# Вандівер (Міссурі)
Вандівер (англ. Vandiver) — селище (англ. village) в США, в окрузі Одрейн штату Міссурі. Населення — 63 особи (2020).

## Географія
Вандівер розташований за координатами 39°9′40″ пн. ш. 91°50′51″ зх. д. / 39.16111° пн. ш. 91.84750° зх. д. (39.161150, -91.847601).  За даними Бюро перепису населення США в 2010 році селище мало площу 0,79 км², з яких 0,78 км² — суходіл та 0,01 км² — водойми.

## Демографія
Згідно з переписом 2010 року, у селищі мешкала 71 особа в 29 домогосподарствах у складі 23 родин. Густота населення становила 90 осіб/км².  Було 33 помешкання (42/км²).
Расовий склад населення:
| - 100,0 % — білих |

До двох чи більше рас належало 0,0 %. Частка іспаномовних становила 0,0 % від усіх жителів.
За віковим діапазоном населення розподілялося таким чином: 18,3 % — особи молодші 18 років, 63,4 % — особи у віці 18—64 років, 18,3 % — особи у віці 65 років та старші. Медіана віку мешканця становила 48,3 року. На 100 осіб жіночої статі у селищі припадало 86,8 чоловіків;  на 100 жінок у віці від 18 років та старших — 81,2 чоловіків також старших 18 років.
Середній дохід на одне домашнє господарство  становив 50 215 доларів США (медіана — 44 792), а середній дохід на одну сім'ю — 57 575 доларів (медіана — 51 250). За межею бідності перебувало 2,1 % осіб, у тому числі 0,0 % дітей у віці до 18 років та 0,0 % осіб у віці 65 років та старших.
Цивільне працевлаштоване населення становило 40 осіб. Основні галузі зайнятості: освіта, охорона здоров'я та соціальна допомога — 37,5 %, будівництво — 15,0 %, виробництво — 10,0 %, фінанси, страхування та нерухомість — 10,0 %.